# Genzwein Ferenc
Genzwein Ferenc (Tatabánya, 1956. március 20. –) labdarúgóedző, sportvezető, üzletember, címzetes egyetemi tanár, egyetemi kancellár.

## Tanulmányok
1980-ban diplomázott a Marx Károly Közgazdaságtudományi Egyetem Kereskedelmi Karán, ezt követően 1982-ben doktorált. 2007-ben a Semmelweis Egyetem Testnevelési és Sporttudományi Karán labdarúgó edzői oklevelet, majd 2010-ben UEFA Pro diplomát szerzett.

## Szakmai pályafutása
Több vállalatnál töltött be gazdasági-, kereskedelmi- és vezérigazgatói munkakört. Jelentősebb vállalkozásai között szerepelt a Walton Pezsgőgyár, az Ilzer Sörgyár, az Ecker Likőrgyár és Ausztriában több szálloda. A Foci 7 hetilap és a Maláta söripari folyóirat tulajdonosa és kiadója volt. Munkája mellett középiskolában, illetve különböző egyetemeken tanított közgazdasági tárgyakat, és volt államvizsga bizottsági tag. 2014-ben a Testnevelési Egyetem (majd Magyar Testnevelési és Sporttudományi Egyetem) kancellárjává nevezték ki, amely munkakört 2022-ig töltött be.

## Labdarúgó és sportvezetői pályafutása
A Vasas SC, és az Elektromos SE különböző korosztályos csapataiban szerepelt, felnőttként a MAFC csapatában játszott. Játékos pályafutását nappali tagozatos egyetemi tanulmányai, valamint a rendre kiújuló sérülései miatt korán kényszerült abbahagyni. 1984-ben a Ganz-MÁVAG SE, 1986-tól a Vasas SC csapatának technikai vezetője. 1987-től a Vasas SC szakosztályvezetője volt. 1990-től a Monor SE vezetőedzője lett, csapatát feljuttatta, majd bent tartotta az NB III-ban. 1992-től a Vasas SC vezetőedzőjének nevezték ki, irányításával csapata több alkalommal vezette az NB I-es bajnokságot. 1993-tól 1995-ig a Stadler FC szakmai igazgatója, amely a Bács-Kiskun megyei csapatok közül elsőként jutott fel az NB I-be, ahol bent is maradt a következő két évben. 1997-től 1999-ig a Dunakeszi VSE szakmai igazgatója, ezalatt a csapat az NB III-ból az NB I/B-be jutott. 1999-től 2002-ig az Újpest FC Kft. résztulajdonosa, egyik fő feladata volt a Megyeri úti stadion beruházásának megszervezése. 2010-től rövid ideig a Vecsés FC NB II-es csapatának vezetőedzője volt.

## Családja
Édesapja, néhai Genzwein Ferenc a Fazekas Gimnázium egykori igazgatója. Édesanyja, néhai Genzwein Ferencné gyógypedagógus volt. Felesége, dr. Genzwein Ferencné ügyvezető igazgató. Gyermekei: Genzwein Alex lovasedző, magyar bajnok fogathajtó, Genzwein Marina egyetemi hallgató, junior fogathajtó magyar bajnok, Európa-bajnok és Világkupa győztes.

## Címek, elismerések
- Monori SE örökös tagja (1994)
- Izsákért emlékérem (2000)
- Magyar Gyermek Labdarúgó Szövetség nagykövete (2009)
- Pest megyei labdarúgás nagykövete (2009)
- Vasas Sport Club örökös tagja (2009)
- Pest megye Labdarúgásáért érdemérem (2010)
- Magyar Sportújságírók Szövetsége tiszteletbeli tagja (2010)
- Monori SE életműdíj (2011)
- Címzetes egyetemi docens (2013)
- Vasas Labdarúgás tiszteletbeli elnöke (2015)
- Címzetes egyetemi tanár (2017)
- Hajós Alfréd Aranyplakett (2019)
- BMW Magyarország nagykövete (2020)
- Mesterséges Intelligencia nagykövete (2021)